# Rick Jaffa und Amanda Silver
Rick Jaffa (* 8. Mai 1956 in Dallas County) und dessen Ehefrau Amanda Silver (* 24. Mai 1963) sind US-amerikanische Drehbuchautoren und Filmproduzenten.

## Leben
Bekannt sind Jaffa und Silver vor allem als Drehbuchautoren zu den Science-Fiction-Filmdramen Planet der Affen: Prevolution, Planet der Affen: Revolution und Jurassic World. Am dritten Film der Reihe, Planet der Affen: Survival, waren sie als Produzenten beteiligt. An der für 2024 veröffentlichten Fortsetzung Kingdom of the Planet of the Apes waren die beiden sowohl als Autoren wie auch Produzenten beteiligt.
Silver trat 1992 als Drehbuchautorin für Die Hand an der Wiege in Erscheinung, seit Auge um Auge aus dem Jahr 1996 arbeitet sie mit Jaffa zusammen. Die beiden sind seit 1989 verheiratet und Eltern zweier Kinder.
2012 und 2016 waren beide in der Kategorie „Bestes Drehbuch“ für den Saturn Award nominiert, bei der Verleihung 2017 erhielten sie den Filmmaker’s Showcase Award. Des Weiteren verfassten sie Teile des Drehbuches zum Abenteuerfilm Mulan, dessen Veröffentlichung 2020 stattfand. Ferner waren die beiden an den Drehbüchern für Avatar: The Way of Water (2022) und Avatar: Fire and Ash beteiligt.

## Filmografie (Auswahl)

### Als Drehbuchautoren
- 1992: Die Hand an der Wiege (The Hand That Rocks the Cradle, nur Silver)
- 1996: Auge um Auge (Eye for an Eye)
- 1997: Das Relikt (The Relic)
- 2011: Planet der Affen: Prevolution (Rise of the Planet of the Apes)
- 2014: Planet der Affen: Revolution (Dawn of the Planet of the Apes)
- 2015: Jurassic World
- 2015: Im Herzen der See (In the Heart of the Sea)
- 2020: Mulan
- 2022: Avatar: The Way of Water

### Als Produzenten
- 2010: Love Shak
- 2011: Planet der Affen: Prevolution (Rise of the Planet of the Apes)
- 2014: Planet der Affen: Revolution (Dawn of the Planet of the Apes)
- 2017: Planet der Affen: Survival (War for the Planet of the Apes)
- 2024: Planet der Affen: New Kingdom (Kingdom of the Planet of the Apes)